# The Best of L'Arc~en~Ciel 1998-2000
En 2003 L'Arc~en~Ciel lanza dos compilaciones que recogen las mejores canciones de su carrera; la segunda reúne 15 tracks incluidos en los álbumes editados entre 1998 y 2000, siendo todos ellos singles excepto trick y get out from the shell -asian version-. Su edición limitada incluía un DVD con tres videos promocionales: Lies and Truth, Natsu no yu-utsu [time to say good-bye] y Kaze no yukue.

## CD
| #   | Título                                 | Álbum original: | Compuesta por:                                                      |
| --- | -------------------------------------- | --------------- | ------------------------------------------------------------------- |
| 1.  | DIVE TO BLUE                           | ark             | hyde (letra) tetsu (música) L'Arc~en~Ciel y Hajime Okano (arreglos) |
| 2.  | HONEY                                  | ray             | hyde (letra y música) L'Arc~en~Ciel y Hajime Okano (arreglos)       |
| 3.  | Kasou                                  | ray             | hyde (letra) ken (música) L'Arc~en~Ciel y Hajime Okano (arreglos)   |
| 4.  | Shinshoku -lose control-               | ray             | hyde (letra) ken (música) L'Arc~en~Ciel y Hajime Okano (arreglos)   |
| 5.  | snow drop                              | ray             | hyde (letra) tetsu (música) L'Arc~en~Ciel y Hajime Okano (arreglos) |
| 6.  | forbidden lover                        | ark             | hyde (letra) ken (música) L'Arc~en~Ciel y Hajime Okano (arreglos)   |
| 7.  | HEAVEN'S DRIVE                         | ark             | hyde (letra y música) L'Arc~en~Ciel y Hajime Okano (arreglos)       |
| 8.  | Pieces                                 | ark             | hyde (letra) tetsu (música) L'Arc~en~Ciel y Hajime Okano (arreglos) |
| 9.  | trick                                  | ray             | yukihiro (letra y música) L'Arc~en~Ciel y Hajime Okano (arreglos)   |
| 10. | Driver's High                          | ark             | hyde (letra) tetsu (música) L'Arc~en~Ciel y Hajime Okano (arreglos) |
| 11. | LOVE FLIES                             | REAL            | hyde (letra) ken (música) L'Arc~en~Ciel y Hajime Okano (arreglos)   |
| 12. | NEO UNIVERSE                           | REAL            | hyde (letra) ken (música) L'Arc~en~Ciel y Hajime Okano (arreglos)   |
| 13. | finale                                 | REAL            | hyde (letra) tetsu (música) L'Arc~en~Ciel y Hajime Okano (arreglos) |
| 14. | STAY AWAY                              | REAL            | hyde (letra) tetsu (música) L'Arc~en~Ciel y Hajime Okano (arreglos) |
| 15. | get out from the shell -asian version- | REAL            | hyde (letra) yukihiro (música) L'Arc~en~Ciel (arreglos)             |

## DVD
| #  | Título                                                  |
| -- | ------------------------------------------------------- |
| 1. | L'Arc~en~Ciel - Lies and Truth                          |
| 2. | L'Arc~en~Ciel - Natsu no yu-utsu (time to say good-bye) |
| 3. | L'Arc~en~Ciel - Kaze no yukue                           |

- Datos: Q2777838